# Wartmannstetten
Wartmannstetten är en ort och kommun  i Österrike. Den ligger i distriktet Neunkirchen i förbundslandet Niederösterreich, 60 kilometer söder om huvudstaden Wien.
Kommunen består av åtta orter (Ortschaften) (inom parentes invånarantal 1 januari 2024):

- Diepolz (101)
- Gramatl (105)
- Hafning (139)
- Ramplach (443)
- Straßhof (149)
- Unter-Danegg (90)
- Wartmannstetten (551)
- Weibnitz (32)